# Carmelo de Santa Teresa (Coimbra)
O Carmelo de Santa Teresa ou, simplesmente, Carmelo de Coimbra, é um convento de clausura monástica de Irmãs Carmelitas Descalças situado na Rua de Santa Teresa, na cidade de Coimbra, na Região Centro, em Portugal.
O lugar onde o Carmelo de Santa Teresa foi edificado era, em 1743, um monte deserto denominado Casal do Chante. Desenhado em estilo barroco pelo frade Pedro da Encarnação, padre Carmelita Descalço, o convento foi inaugurado em 1744. Embora as ordens religiosas tenham sido extintas em 1834, com licença especial da rainha D. Maria II de Portugal, o Carmelo de Santa Teresa pôde manter-se até 1910, ano da proclamação da República. Nesse ano as irmãs foram expulsas, ficando o convento ocupado pelos militares. Em 1946, o convento foi de novo entregue às irmãs Carmelitas.
Foi no Carmelo de Santa Teresa que morreu, em 2005, a Irmã Lúcia, uma dos três pastorinhos que afirmaram ter visto Nossa Senhora em Fátima no ano de 1917. Com o intuito de dar a conhecer melhor a vida da Irmã Lúcia o Carmelo de Santa Teresa criou um espaço memorial, situado junto ao convento.